# حقل غزة مارين للغاز

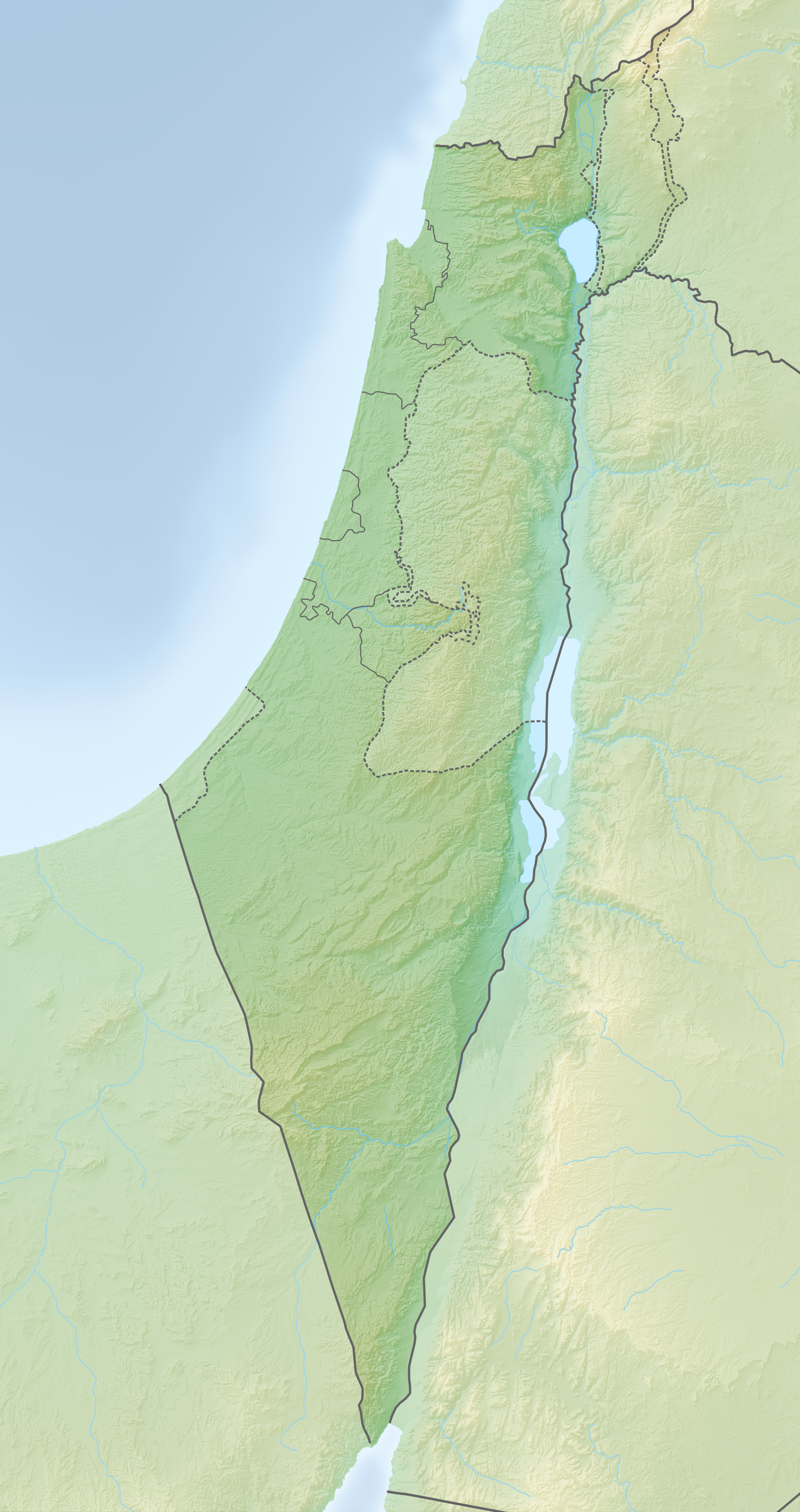

غزة مارين Gaza Marine، هو حقل غاز طبيعي قبالة ساحل قطاع غزة.

## الأكتشاف
اكتشف الحقل في أواخر التسعينيات، وظل دون تطوير أو استغلال. في نوفمبر 2015، وقع صندوق الاستثمار الفلسطيني مع الحكومة الفلسطينية، ممثلة بسلطة الطاقة الفلسطينية، على مذكرة تفاهم لاستيراد الغاز الفلسطيني من حقل غزة مارين الواقع قبالة سواحل قطاع غزة.
وفي وقت لم يتم فيه الكشف عن تفاصيل أكثر حول مذكرة التفاهم، وقيمة الصفقة المتوقع إتمامها خلال الفترة المقبلة، يرى سمير أبو مدللة، خبير الاقتصاد الفلسطيني، أن استخراج الغاز الطبيعي، يحتاج إلى ما وصفه بالأفق السياسي.
وقامت السلطة الوطنية الفلسطينية برئاسة ياسر عرفات عام 1999 بمنح عقد حصري لشركتي مجموعة بي جي البريطانية وشركةسي سي سي المملوكة لفلسطينيين للتنقيب عن الغاز في بحر غزة.
ومع بدء عمليات البحث والتنقيب التي لم تستغرق طويلاً من قبل الشركتين المطورتين اكتشف في عام 2000 حقلين من الغاز على بعد 30 كيلومترًا من شواطئ غزة وعلى عمق 600 متر تحت سطح البحر.
وأطلق على الحقل الأول اسم غزة مارين ويقع كليًا ضمن المياه الإقليمية الفلسطينية قبالة مدينة غزة. أما الحقل الثاني فهو الحقل الحدودي مارين 2، والذي يقع ضمن المنطقة الحدودية البحرية بين قطاع غزة وإسرائيل.
وحددت الشركة البريطانية الكمية الموجودة من الغاز في بحر غزة بحوالي 1.4 تريليون قدم مكعب، أي ما يكفي قطاع غزة والضفة الغربية لمدة 15 عامًا، حسب معدلات الاستهلاك الحالية.
وعلى الرغم من عدم وجود أعمال تطوير أو استخراج للغاز في حقل غزة مارين، إلا أن رئيس سلطة الطاقة الفلسطينية عمر كتانة، صرح في وقت سابق لمراسل الأناضول، أن الحكومة بصدد تحويل محطة توليد كهرباء غزة للعمل بالغاز الطبيعي بدلاً من الوقود الصناعي المستخدم حالياً «وهذا يحتاج عملاً متواصلاً لمدة 8 شهور، للانتهاء من عملية التحويل».
وبعد توقيع منظمة التحرير الفلسطينية على اتفاق السلام مع إسرائيل عام 1993، تم وضع ترتيبات بين الجانبين في المجال الاقتصادي والمالي، عرفت باسم «بروتوكول باريس» الموقع في أبريل 1994.
ونص البرتوكول على ضرورة أن يكون الشروع في مشاريع للتنقيب عن المواد والثروات الطبيعية ضمن فريق مشترك للطاقة يضم ممثلين عن الجانبين.
ويقول أبو مدللة انّ قطاع غزة الذي يعاني من أزمة خانقة وحادة في الكهرباء، يجب أن يكون من أول المستفيدين من استخراج الغاز الطبيعي، كما أن الحصول عليه سيوفر ملايين الدولارات التي تدفعها السلطة سنويا لشراء الكهرباء من إسرائيل.
وتابع «الأولوية يجب أن تكون للسوق المحلي، الغاز سيوفر الطاقة، ويخفض من استهلاك الفلسطينيين لمشتقات الوقود، التي تبلغ نحو 70 مليون لتر شهريًا (…)، نحن أمام كنز اقتصادي».
ويعاني قطاع غزة منذ 2007 من أزمة خانقة في الطاقة، الأمر الذي يجبر شركة كهرباء غزة على قطع التيار الكهربائي عن بعض مناطق القطاع، وتوصيلها في مناطق أخرى، لعدم كفاية ما تنتجه محطة توليد كهرباء غزة من الطاقة.
ويحتاج القطاع إلى نحو 400 ميجاوات من الكهرباء، للعمل 24 ساعة لا يتوفر منها إلا 212 ميجاوات، توفر إسرائيل منها 120 ميجاوات، ومصر 32 ميجاوات (خاصة بمدينة رفح)، وشركة توليد الكهرباء الوحيدة في غزة، التي تتوقف بين فينة وأخرى عن العمل، بسبب نفاد الوقود، 60 ميجاوات.
يذكر أن الأردن وقع خلال انعقاد منتدى دافوس الاقتصادي في البحر الميت، نهاية مايو 2015، على مذكرة تفاهم من شركة بريتيش غاز المطورة للحقل، لاستيراد الغاز الفلسطيني خلال المرحلة المقبلة. ويؤكد رجب أنّ الألوية يجب أن تكون لقطاع غزة، لتمكين سكانها من التغلب على أزماتهم الاقتصادية، المتراكمة.

## تطوير الحقل
في أبريل 2018، توصل صندوق الاستثمار الفلسطيني إلى اتفاق مع شركة النفط الأوروبية شل بشأن خروجها من رخصة تطوير حقل غزة مارين، الذي تقدر احتياطياته بترليون قدم مكعب من الغاز الطبيعي.
وأوضح الصندوق أن هذا الاتفاق يأتي ضمن الترتيبات الجديدة لتطوير الحقل، حيث صادق مجلس الوزراء الفلسطيني على خروج الشركة الأوروبية من الرخصة، واستبدالها بتحالف جديد يتكون من صندوق الاستثمار الفلسطيني وشركة اتحاد المقاولين الفلسطينية "CCC".
وأضاف أن حصة التحالف الجديد في رخصة الحقل ستبلغ 55%، أي بنسبة 27.5% لكل منهما، على أن يتم تخصيص 45% لشركة عالمية مطورة سيتم اختيارها والمصادقة عليها من قبل مجلس الوزراء.
وسيركز الصندوق والشركة الجديدة جهودهم في المرحلة القادمة على إنجاز اتفاقيات تزويد الغاز، وعلى إعداد خطة تطويرية للحقل مع المشغل الدولي، الذي سيتم اختياره.
وستساهم الترتيبات الجديدة في الدفع باتجاه تسريع عملية تطوير أحد أكبر المشاريع الاستراتيجية والحيوية في فلسطين، حيث يعتبر تطوير حقل الغاز الطبيعي قبالة ساحل المحافظات الجنوبية خطوة أساسية للنهوض بقطاع الطاقة في فلسطين.
ويعود خروج «شل» من رخصة الحقل إلى استراتيجيتها التطويرية وأولوياتها العالمية بعد الاستحواذ على شركة مجموعة بي جي، ويعتبر هذا الحقل أحد الحقول التي خرجت منها شركة «شل» كجزء من استراتيجيتها التطويرية العالمية الجديدة.

## النزاعات حول الملكية والوصول
تقع إسرائيل والأراضي الفلسطينية على مقربة من الكثير من البلدان الأخرى، لبنان وسوريا من الشمال، بينما جزيرة قبرص على مقربة في البحر المتوسط، وإلى الغرب قليلاً تركيا، ومن الجنوب مصر، المورد الرئيسي للطاقة إلى إسرائيل. لم تتأكد ملكية حقول الغاز الواقعة تحت مياه المتوسط. اعترضت مصر ولبنان على مطالبات إسرائيل بتحديد ملكية حقول الغاز. كان هناك تقارب إسرائيلي قبرصي فيما يخص المفاوضات على حقول الغاز. اقليمياً، أدى اكتشاف حقول الغاز إلى المزيد من التوترات بين هذه البلدان المتجاورة.
قانون البحار والاحتلال الإسرائيلي للأراضي الفلسطينية زاد أيضاً من تعقد مسألة ملكية حقل غزة مارين للغاز. بالرغم من أنه يقع قانونياً تحت ولاية السلطة الوطنية الفلسطينية نتيجة لاتفاقيات اوسلو، إلا أن القوات الإسرائيلية تمنع الفلسطينيين من الدخول إلى الموارد البحرية المتاحة.